# Travo (Italie)
Pour les articles homonymes, voir Travo (homonymie).
Travo est une commune de la province de Plaisance, dans l'Émilie-Romagne, en Italie.

## Administration
| Période                                  | Période  | Identité         | Étiquette               | Qualité |
| ---------------------------------------- | -------- | ---------------- | ----------------------- | ------- |
| 1985                                     | 1990     | Giorgio Reggiani | PCI                     |         |
| 1990                                     | 1992     | Giorgio Reggiani | PCI                     |         |
| 1992                                     | 1995     | Annibale Gazzola | PSDI                    |         |
| 1995                                     | 1999     | Annibale Gazzola | Liste civique de gauche |         |
| 1999                                     | 2004     | Annibale Gazzola | Liste civique           |         |
| 2004                                     | 2009     | Albino Cassinari | Liste civique           |         |
| 2009                                     | 2014     | Lodovico Albasi  | Liste civique           |         |
| 2014                                     | 2019     | Lodovico Albasi  | Liste civique           |         |
| 2019                                     | En cours | Lodovico Albasi  | Liste civique           |         |
| Les données manquantes sont à compléter. |          |                  |                         |         |

### Hameaux
Bobbiano, Caverzago, Donceto, Fellino, Pigazzano, Pillori, Statto.

### Communes limitrophes
Bettola, Bobbio, Coli, Gazzola, Pecorara, Piozzano, Rivergaro, Vigolzone.

### Évolution démographique
Habitants recensés